# گرانویل (ایلینوی)
گرانویل (به انگلیسی: Granville) یک شهرک در ایالات متحده آمریکا است که در شهرستان پاتنم، ایلینوی واقع شده‌است. گرانویل ۲٫۵۱ کیلومتر مربع مساحت و ۱٬۴۲۷ نفر جمعیت دارد و ۲۰۸٫۱۸ متر بالاتر از سطح دریا قرار دارد.